# Casa lui Mickey Mouse
Casa lui Mickey (în engleză House of Mouse sau Disney's House of Mouse) a fost un desen animat produs de Walt Disney Television Animation. Includea personaje din lumea Disney precum Mickey Mouse, Minnie Mouse, Goofy, Donald Duck, Daisy Duck și Pluto și era pe canalul Toon Disney cateva episoade în 2001 și 2003